# 郕国
郕国，又作成國，是中國歷史上春秋戰國時代的一個諸侯國，在今河南省范县一带，伯爵爵位，國君為姬姓，建國君主是郕叔武。前718年秋，因其先年攻衛，所以衛宣公報復攻郕。前709年，魯桓公、杞武公在郕地会盟。前701年，宋庄公、魯桓公在郕之夫钟会盟。前686年，魯庄公、齐襄公攻郕国，郕国降齐。前616年，郕國國君去世，郕國世子奔魯，在魯國的幫助之下得以即位，再度成為魯國附庸；春秋後期，郕君淪為魯大夫，郕更成為孟孫氏採邑，郕君受制於孟孫氏；前408年，為齊國攻滅。

## 君主列表

### 山東封國
- 郕叔武，周文王第七子。
- 成伯邦父，西周晚期人。[1]
- 成伯孫父，西周晚期人。[1]
- 郕伯，鲁文公十二年（前615年）春，郕伯去世，郕国人又立了国君。太子把夫钟和郕国的宝圭作为奉献而逃亡到鲁国。鲁文公把他作为诸侯迎接，《左传》认为不合于礼。《春秋》记载说“郕伯来奔”，不记载关于奉献土地的事情，是把郕伯作为诸侯来尊重。[2]

### 畿內諸侯國
| 成肅公       |
| 成简公       |
| 此后世系失考 |
| 成桓公       |